# Chỉnh trang đô thị

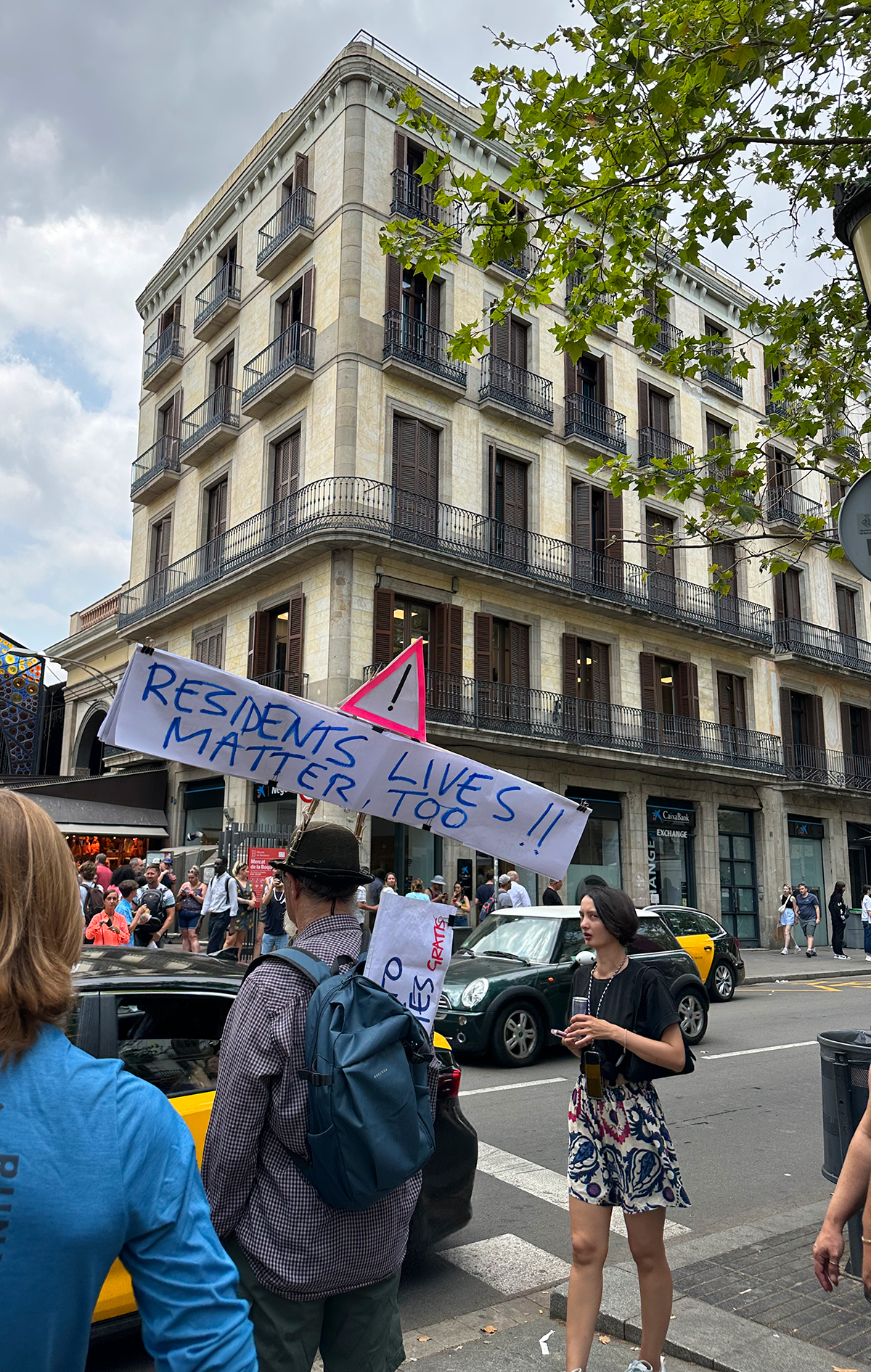
Một khu phố đã được chỉnh trang ở Barcelona kéo theo sự thay đổi về dân cư

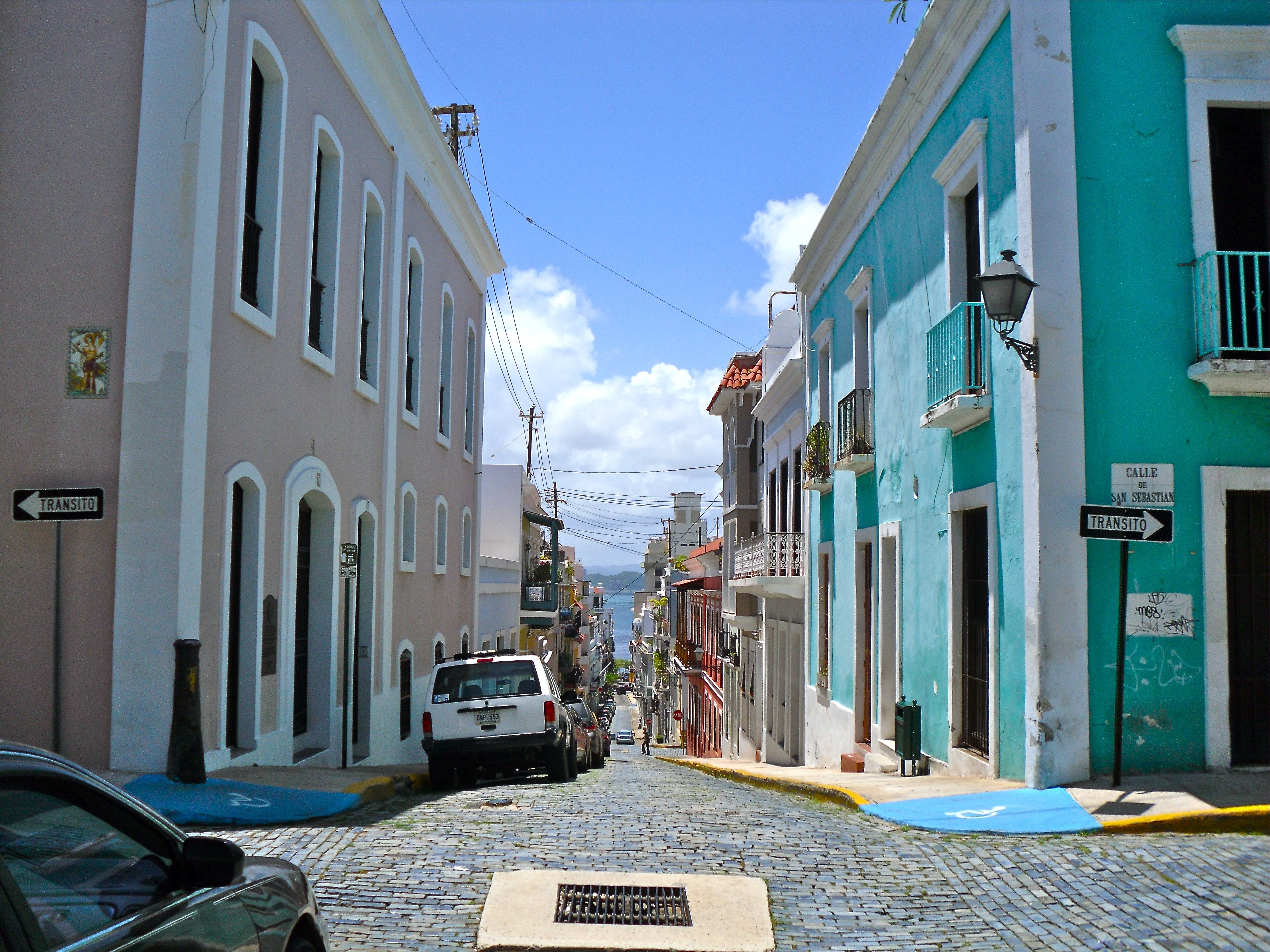
Một khu phố được chỉnh trang ở Calle de San Justo để đón luồng cư dân có thu nhập khá giả

Tòa nhà chỉnh trang ở Đức

Chỉnh trang đô thị (Gentrification) là quá trình trang hoàng, cảo tạo, nâng cấp, thay đổi diện mạo một khu phố trở nên tân tiến, tiện nghi để gia tăng giá trị bất động sản và thường kéo theo chi phí sinh hoạt dần đắt đỏ, từ đây chính là là quá trình mà tính chất của một khu phố thay đổi thông qua thu hút dòng người dân giàu có (giới "quý tộc") đến tụ cư và đầu tư dần trở thành một khu thượng lưu. Việc chỉnh trang, cải tạo thường bắt đầu từ những khu phố, tuyến đường có thu nhập thấp hoặc thuộc tầng lớp lao động, trải qua sự đầu tư và nâng cấp, cải tạo, dẫn đến việc thu hút những cư dân và doanh nghiệp có thu nhập khá giả hơn. Các tòa nhà được cải tạo, đường phố sạch đẹp hơn, không gian công cộng được đầu tư nâng cấp, cảnh quan được cải thiện. Không có định nghĩa thống nhất về sự "phất lên" của một khu phố, thậm chí trong diễn ngôn công khai, chỉnh trang đô thị được sử dụng để mô tả một loạt các cảnh tượng, đôi khi mang hàm ý miệt thị về sự "đô thị hóa". Quá trình định hình xu hướng "chỉnh trang đô thị" được ghi nhận rõ nét vào những năm 1960 và người được cho là đã đặt ra thuật ngữ này là nhà xã hội học người Anh Ruth Glass vào năm 1964. Quá trình chỉnh trang đô thị là một chủ đề phổ biến và gây tranh cãi trong chính trị đô thị và quy hoạch đô thị vì lẽ hệ lụy của nó là các cửa hàng truyền thống, không gian sinh hoạt cộng đồng của cư dân cũ dần mai một và tiêu biến, thay vào đó là các doanh nghiệp phục vụ tầng lớp mới, nảy sinh xung đột giữa cư dân cũ và cư dân mới do sự khác biệt về văn hóa, lối sống và lợi ích. 
Việc chỉnh trang đô thị thường làm gia tăng giá trị kinh tế của một khu phố, của cả vùng, địa phương, nhưng cũng có thể gây tranh cãi do sự thay đổi về thành phần cư dân (sự gia tăng số hộ gia đình nhỏ hơn, người độc thân, hoặc các cặp vợ chồng chưa có con) và khả năng di dời trục xuất cư dân hiện tại phải dọn đi. Cư dân ban đầu, thường là những người có thu nhập thấp, người thuê nhà, ở nhà trọ, hoặc các doanh nghiệp nhỏ lẻ, không còn khả năng chi trả chi phí sinh hoạt ngày càng tăng và buộc phải chuyển đi nơi khác theo cơ chế thị trường để nhường chỗ cho những cư dân mới. Đặc điểm văn hóa và xã hội của khu phố dần thay đổi, phản ánh lối sống và sở thích của những cư dân mới giàu có hơn. Quá trình đô thị hóa có nhiều khả năng xảy ra khi nguồn cung nhà ở thiếu hụt và giá nhà tăng cao ở một khu vực đô thị. Quá trình làm cho khu dân cư trở nên "sang trọng", "thượng lưu" thường là kết quả của việc ngày càng thu hút những người có thu nhập cá nhân cao hơn từ các thành phố, thị trấn hoặc khu phố lân cận đến một khu vực. Các bước tiếp theo là tăng đầu tư vào một cộng đồng và cơ sở hạ tầng liên quan của các doanh nghiệp phát triển bất động sản, chính quyền địa phương hoặc nhà hoạt động cộng đồng và phát triển kinh tế, tăng sức hấp dẫn của doanh nghiệp và giảm tỷ lệ tội phạm do sự hiện diện của nhiều người thường xuyên, tấp nập và hoạt động kinh doanh nhộn nhịp, sầm uất có thể làm tăng tính an toàn cho khu vực. Sự gia tăng các ngành dịch vụ, công nghệ cao ở trung tâm thành phố thu hút lao động có tay nghề và thu nhập cao.